# 涅克拉德哈佐
涅克拉德哈佐是匈牙利的城鎮，位於該國東北部，由包爾紹德-奧包烏伊-曾普倫州負責管轄，面積24.67平方公里，2011年人口4,991，其中約一半居民信奉天主教。

## 外部連結
- The official site of the town （页面存档备份，存于）

47°59′N 20°50′E / 47.983°N 20.833°E